# Albert-John Cherry
Albert-John Cherry fue un deportista británico que compitió en ciclismo en la modalidad de pista. Ganó una medalla de oro en el Campeonato Mundial de Ciclismo en Pista de 1898, en la prueba de medio fondo.

## Medallero internacional
| Campeonato Mundial | Campeonato Mundial            | Campeonato Mundial | Campeonato Mundial |
| Año                | Lugar                         | Medalla            | Competición        |
| ------------------ | ----------------------------- | ------------------ | ------------------ |
| 1898               | Viena (Imperio austrohúngaro) | Medalla de oro     | Medio fondo (A)    |